# Министерство иностранных дел Сингапура
Министерство иностранных дел Сингапура — орган государственной исполнительной власти Сингапура. Несет ответственность за разработку и управление дипломатических отношений между Сингапуром и другими странами, обеспечивает консульскую помощь сингапурцам как внутри страны, так и во время их путешествий, работы и учебы за рубежом. С октября 2015 года МИД возглавляет Вивиан Балакришнан (Vivian Balakrishnan).
Министерство образовано 9 августа 1965 года после получения Сингапуром независимости.
Сингапур поддерживает дипломатические отношения со 188 государствами; на территории города-государства работают 70 посольств и представительств верховных комиссаров, 43 консульства; здесь базируются 11 международных организаций. Кроме того, в Сингапуре аккредитованы 60 послов стран, не имеющих постоянных представительств на его территории.